# Ем-ла-Плань
Ем-ла-Плань (фр. Aime-la-Plagne) — муніципалітет у Франції, у регіоні Овернь-Рона-Альпи, департамент Савоя. Ем-ла-Плань утворено 1 січня 2016 року шляхом злиття муніципалітетів Ем, Граньє i Монжиро. Адміністративним центром муніципалітету є Ем. Населення — 4421 особа (01.01.2021).